# Haplosyllis chamaeleon
Haplosyllis chamaeleon är en ringmaskart som beskrevs av Laubier 1960. Haplosyllis chamaeleon ingår i släktet Haplosyllis och familjen Syllidae. Inga underarter finns listade i Catalogue of Life.